# 宝蔵院流中村派
宝蔵院流中村派（ほうぞういんりゅうなかむらは）とは、中村尚政（中村市右衛門）の系統の宝蔵院流槍術。他の系統の宝蔵院流と同じく薙刀術の形も伝えていた。
中村尚政は14歳で宝蔵院流開祖・胤栄に入門し、1605年（慶長10年）、宝蔵院流の印可を授かった。印可の際、師の胤栄より「一つ残さず全て授けた」という内容の誓紙を差し出されたという。
その後、さらに他流を研究して工夫を加え、宝蔵院流中村派を大成した。
1631年（寛永8年）、尚政は松平忠昌に召し抱えられ、福井藩江戸屋敷の槍術師範となった。以後、中村家は福井藩の槍術師範家となり、代々当流を伝えた。
福井藩以外には、水戸藩、高松藩（松平家藩政期）、三河吉田藩（大河内長沢松平家藩政期）、高崎藩（大河内長沢松平家藩政期）などで伝えられた。